# Catedral de San Juan Bautista (Parma)
La Catedral de San Juan Bautista  (en inglés: Cathedral of St. John the Baptist) Es una catedral católica de rito bizantino (Ruteno) situada en Parma, Ohio, Estados Unidos. Es la catedral de la eparquía de Parma (Eparchia Parmensis Ruthenorum) que fue creada por el Papa Pablo VI en 1969 mediante la bula "Christi Ecclesia".
La parroquia de San Juan fue fundada en 1898 con el Padre Peter Keselak como su primer pastor. Los servicios fueron celebrados inicialmente en la capilla de San José en el East 23rd y la avenida Woodland en Cleveland. Entonces se alquiló un espacio en East 22nd y Woodland. A medida que la congregación continuó creciendo, compraron una iglesia y una casa parroquial en East 22nd y la Avenida Scovill (ahora East 22nd y Tri-C Way) en agosto de 1901. La parroquia continuó usando esa instalación hasta que la propiedad fue comprada por el Estado de Ohio Para una nueva interestatal y una nueva iglesia fue construida en 1960 en los terrenos de la parroquia en su actual ubicación en Parma.  La Eparquía de Parma se estableció en 1969 y la Iglesia de San Juan se convirtió en la catedral.